# Lê Giản (nhà Thanh)

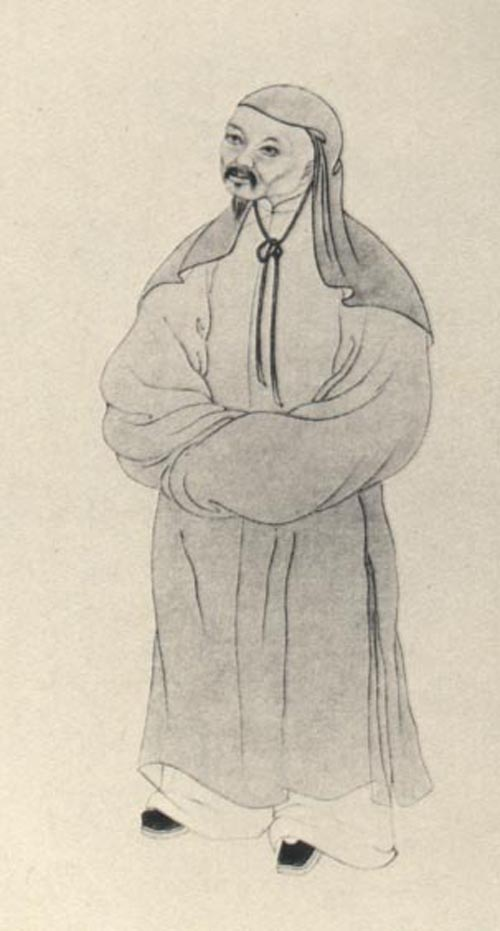
Tranh vẽ Lê Giản

Lê Giản (chữ Hán: 黎简, 1748 - 1799), tự Giản Dân (简民) , hiệu Thạch Đỉnh hay Nhất Tiều , người Thuận Đức, Quảng Đông, là nhà thơ đời Thanh trong lịch sử Trung Quốc.

## Tiểu sử
Giản lên 10 tuổi đã có thể làm thơ. Người Ích Đô (nay là Thanh Châu, Sơn Đông) là Lý Văn Tảo (李文藻) làm Tri huyện ở Triều Dương, đọc thơ của Giản, nói: “Đây là tác phẩm hẳn sẽ được lưu truyền.” bèn khuyên ông tham gia khoa cử. Học sứ Lý Điều Nguyên (李调元) đọc thơ của Giản thì nghĩ đến Thạch Đỉnh liên cú thi tự (石鼎联句诗序) của Hàn Dũ, nên tán thưởng, rồi bổ ông làm Đệ tử viên , nhân đó đặt hiệu cho ông là Thạch Đỉnh. Rất lâu về sau, Giản mới tiếp nhận đề bạt, nhưng được ít lâu thì ông chịu tang mẹ, rồi ở nhà đến trọn đời, không bao giờ bước ra khỏi Tần Lĩnh.
Cả nước biết tiếng của Giản, khâm phục khí tiết cao vời của ông. Nhà văn có tư tưởng phóng khoáng là Viên Mai (袁枚) du ngoại núi La Phù, mời Giản gặp mặt, nhưng ông không nhận lời. Trước tác của Giản còn lại đến ngày nay là Ngũ Bách Tứ Phong thảo đường thi sao (五百四峰堂诗钞, xem tại đây).

## Tác phẩm

### Phong cách và nội dung
Trương Duy Bình nhận xét: “Thơ của ông từ Sơn Cốc (tức Hoàng Đình Kiên, 黄庭坚) nhập vào Đỗ (Phủ), nhưng lấy Luyện (điêu luyện) ở Đại Tạ (tức Tạ Linh Vận, 谢灵运), lấy Kính (cứng mạnh) ở Xương Lê (tức Hàn Dũ), lấy U (tối tăm) ở Trường Cát (tức Lý Hạ), lấy Diễm (tươi đẹp) ở Ngọc Khê (tức Lý Thương Ẩn), lấy Sấu (gầy gò) ở Đông Dã (tức Mạnh Giao), lấy Tích (vắng vẻ) ở Lãng Tiên (tức Giả Đảo). Dùi nào đục nấy, chạm nào trổ nấy, vì thế làm nên thơ của Nhất Tiều.”
Giản làm rất nhiều bài thơ để ký sự, đề tặng dành cho danh lam thắng cảnh mà ông đã ghé thăm, như Đằng huyện (藤县), Bạch Mã giác (白马角, Mũi Bạch Mã), Long Môn than (龙门滩, Bến Long Môn), Ung Châu (邕州), Bạch Hạc quán đăng Ngũ Long đàm, thượng Ngọc Nữ phong (白鹤观登五龙潭上玉女峰, Ở quán Bạch Hạc vượt đầm Ngũ Long, lên ngọn Ngọc Nữ), Xung Hư quán chí Chu Minh động (冲虚观至朱明洞, Ở quán Xung Hư đến động Chu Minh), Dục Nhật đình (浴日亭), Giang Nam ngạn Tiêu Viên ca (江南岸蕉园歌, Bài ca về Tiêu Viên ở bờ nam Trường Giang ),... Đôi khi Giản cũng có bài thơ phản ánh nỗi khổ của dân gian như Điền trung ca (田中歌), hay phản ánh phong tục tập quán của các dân tộc thiểu số miền nam Trung Quốc như Ca tiết (歌节), Đại bài tam thập bát vận (大排三十八韵),...

### Một số bài thơ tiêu biểu
| Nguyên tác: 野碧 野碧春天合, 天青野色高. 吾今适莽苍, 力足翔蓬蒿. 已觉此身远, 亦怜归雁劳. 惊弦满关塞, 孤影堕江涛. | Hán Việt: Dã bích Dã bích xuân thiên hợp, thiên thanh dã sắc cao. Ngô kim thích mãng thương, lực túc tường bồng hao. Dĩ giác thử thân viễn, diệc liên quy nhạn lao. Kinh huyền mãn quan tắc, cô ảnh đọa giang đào. | Dịch nghĩa: (chưa có) | Dịch thơ: (chưa có) |

| Nguyên tác: 小园 水影动深树, 山光窥短墙. 秋村黄叶满, 一半入斜阳. 幽竹如人静, 寒花为我芳. 小园宜小立, 新月似新霜. | Hán Việt: Tiểu viên Thủy ảnh động thâm thụ, sơn quang khuy đoản tường. Thu thôn hoàng diệp mãn, nhất bán nhập tà dương. U trúc như nhân tĩnh, hàn hoa vi ngã phương. Tiểu viên nghi tiểu lập, tân nguyệt tự tân sương. | Dịch nghĩa: (chưa có) | Dịch thơ: (chưa có) |

| Nguyên tác: 歌节 春衣白夹骑青骢, 浅浅平芜淡淡风. 蜡髻蛮姬斗歌处, 四山纯碧木棉红. | Hán Việt: Ca tiết Xuân y bạch giáp kị thanh thông, Thiển thiển bình vu đạm đạm phong. Chá kế Man cơ đấu ca xử, Tứ sơn thuần bích mộc miên hồng. | Dịch nghĩa: (chưa có) | Dịch thơ: (chưa có) |